# Jack Haig
Jack Haig (Bendigo, Victòria, 6 de setembre de 1993) és un ciclista australià, professional des del 2013. Actualment corre per l'equip Bahrain Victorious. També competeix en ciclisme de muntanya. En el seu palmarès destaquen una etapa a la Volta a Polònia i la Volta a Andalusia i sobretot la tercera posició final a la Volta a Espanya de 2021.

## Palmarès en ruta
- 2012
  - Vencedor de 2 etapes al Tour de Bright
- 2013
  - 1r al Tour de Tasmània
  - 1r a la Battle on the Border i vencedor d'una etapa
- 2014
  - 1r al Tour de Toowoomba i vencedor d'una etapa
- 2017
  - Vencedor d'una etapa a la Volta a Polònia
- 2020
  - Vencedor d'una etapa a la Volta a Andalusia

### Resultats a la Volta a Espanya
- 2016. 117è de la classificació general
- 2017. 21è de la classificació general
- 2018. 19è de la classificació general
- 2021. 3r de la classificació general

### Resultats al Giro d'Itàlia
- 2018. 36è de la classificació general
- 2020. No surt (10a etapa)
- 2023. 19è de la classificació general

### Resultats al Tour de França
- 2019. 38è de la classificació general
- 2021. Abandona (3a etapa)
- 2022. Abandona (5a etapa)
- 2023. 28è de la classificació general

## Palmarès en ciclisme de muntanya
- 2013
  -  Campió d'Oceania sub-23 en Camp a través
  -  Campió d'Austràlia sub-23 en Camp a través